# Heinrich Weiss (verzamelaar)
Heinrich Weiss (Zürich, 20 juni 1920 - Seewen, 9 januari 2020) was een Zwitsers verzamelaar en mecenas. Hij had een eigen drukkerij en was een vroege ontwikkelaar van een streepjescode.

## Biografie

### Kinderjaren en jeugd
Weiss werd geboren in de wijk Albisrieden in Zürich en groeide op in Erlenbach aan het Meer van Zürich. Al op jonge leeftijd begon hij slingeruurwerken te repareren. In deze tijd legde hij ook zijn eerste stukken van zijn verzameling aan.
In 1939 sloot hij zijn praktijkopleiding voor mechanicus af bij de machinefabriek Asper in Küsnacht. Aansluitend werkte hij bij de machinefabriek Escher Wyss als mechanicus en granaatslijper en vervolgens was hij ten tijde van de Tweede Wereldoorlog beroepsmilitair. In 1944 ging hij voor een longziekte naar een sanatorium in Davos. Ondertussen studeerde hij verder in machinebouw. Na de oorlog werkte hij in ploegendienst bij een verenfabriek, terwijl hij overdag lezingen bezocht aan de Technische Hogeschool.

### Drukkerij
In 1950 nam hij de verouderde drukkerij van zijn schoonouders in Bazel over. Hij specialiseerde zich in de druk van etiketten en opvouwbare dozen. Onder de naam Fibromax ontwikkelde hij een stempelmachine voor drukvellen die hij binnen de drukkerijwereld verkocht.
In zijn bedrijf ontwikkelde hij ook een streepjescode, vergelijkbaar met de EAN-code die tegenwoordig op winkelverpakkingen aangebracht wordt. Hiermee zorgde hij ervoor dat hij de verschillende soorten en talen van zijn drukkerijartikelen van elkaar scheidde.

### Verzamelaar
Zijn verzameling groeide mettertijd en bracht hij op een gegeven moment onder in een opslagmagazijn in Bazel. Naast uurwerken en speeldozen verzamelde hij intussen ook orchestrions, automatische piano's en andere mechanische muziekinstrumenten. Nadat zijn woning in Seewen in Solothurn in 1960 afbrandde, herbouwde hij het met een grote hal en reparatieloods ernaast.
In het midden van de jaren zestig schafte hij een zeldzaam filharmonisch orgel aan van de firma M. Welte & Söhne uit Freiburg met daarbij 1400 muziekrollen. Voor dit reusachtige instrument bouwde hij een eigen hal. Het orgel bleek achteraf tijdelijk in de Britannic gebouwd te zijn geweest, het zusterschip van de Titanic.
Ten tijde van de opening van zijn museum in 1979 was zijn verzameling inmiddels uitgebouwd tot 800 instrumenten. Het werd bezocht door specialisten en liefhebbers uit binnen- en buitenland. In 1990 schonk hij het museum met goedkeuring van zijn dochter aan de staat Zwitserland. Het ministerie van binnenlandse zaken bracht het onder in het overkoepelende Schweizerische Landesmuseen, met de naam Museum voor Muziekautomaten.

## Eerbetoon
In 1975 ontving Weiss vanwege zijn onderzoek en behoud van historische instrumenten en speeldozen een eredoctoraat van de Universiteit van Bazel. In 1978 werd hij onderscheiden met de Anerkennungspreis van het kanton Solothurn en in 1990 werd hij benoemd tot ereburger van de gemeente Seewen.
Over Weiss verscheen in 2013 een documentaire met de titel Der Weiss Code over zijn uitvinding van een streepjescode. Hierin is te zien hoe hij de uitvinding in 1955 gebruikte om medicijnendoosjes makkelijker te sorteren. De streepjescodes die later op vrijwel alle winkelverpakkingen verscheen, werd pas in 1972 ingevoerd.